# Tour de France 2021/17. Etappe
Die 17. Etappe der Tour de France 2021 führte am 14. Juli 2021 über 178,4 Kilometer von Muret nach Saint-Lary-Soulan auf dem Col de Portet in den Pyrenäen. Sie war die zweite Etappe der Tour de France 2021, die mit einer Bergankunft endete. Vor der 8,7 Kilometer langen Schlusssteigung hors categorie absolvierte das Fahrerfeld zwei Berge der 1. Kategorie: Nach 115 flachen Kilometern begann der Anstieg zum Col de Peyresourde, der nach 129 Kilometern passiert wurde und nach 149,5 Kilometern der Col de Val Louron.
Der Träger des Gelben Trikots Tadej Pogačar (UAE Team Emirates) gewann die Etappe mit drei Sekunden Vorsprung auf Jonas Vingegaard (Jumbo-Visma) und vier Sekunden auf Richard Carapaz (Ineos Grenadiers). Vingegaard und Carapaz rückten auf die Plätze zwei und drei der Gesamtwertung vor, während der bisherige Gesamtzweite Rigoberto Urán (EF Education-Nippo) als Tagesneunter auf Rang vier der Gesamtwertung zurückfiel.

## Verlauf
Nach rund 20 Rennkilometern bildete sich die Gruppe des Tages mit Lukas Pöstlberger (Bora-hansgrohe), Danny van Poppel (Intermarché-Wanty-Gobert), Dorian Godon (AG2R-Citroën), Anthony Perez (Cofidis), Anthony Turgis (TotalEnergies) und Maxime Chevalier (B&B-KTM), die sich einen Maximalvorsprung von etwa achteinhalb Minuten erarbeitete. Am Col de Peyresourde war eine Konterattacke von Elie Gesbert, Nairo Quintana (beide Arkéa-Samsic), Wout Poels (Bahrain Victorious), dem Führenden in der Bergwertung, und Pierre Latour (TotalEnergies) erfolglos. Am Col de Val Louron-Azet attackierte in der Spitzengruppe Perez, zu dem in der Abfahrt Godon wieder aufschloss. In der Favoritengruppe konnten nach einer Tempoverschärfung von Pogačars UAE-Team einer Attacke von Pogačar 9 Kilometer vor dem Ziel nur noch Vinegaard und Carapaz folgen. Die drei überholten kurz darauf Perez als letzten Ausreißer. 1200 Meter vor dem Ziel attackierte Carapaz, der damit kurzfristig Vingegaard in Schwierigkeiten brachte, aber von seinen beiden Begleitern geschlagen wurde.

## Ergebnis
| \| Etappenergebnis \| Etappenergebnis \| Etappenergebnis \| Etappenergebnis \| Etappenergebnis \| \| Fahrer \| Fahrer \| Land \| Team \| Zeit \| \| --------------- \| ---------------- \| --------------- \| ------------------ \| --------------- \| \| 1. \| Tadej Pogačar \| Slowenien \| UAE Team Emirates \| 5 h 03 min 31 s \| \| 2. \| Jonas Vingegaard \| Dänemark \| Jumbo-Visma \| + 3 s \| \| 3. \| Richard Carapaz \| Ecuador \| Ineos Grenadiers \| + 4 s \| \| 4. \| David Gaudu \| Frankreich \| Groupama-FDJ \| + 1 min 19 s \| \| 5. \| Ben O’Connor \| Australien \| AG2R Citroën Team \| + 1 min 26 s \| \| 6. \| Wilco Kelderman \| Niederlande \| Bora-Hansgrohe \| + 1 min 40 s \| \| 7. \| Pello Bilbao \| Spanien \| Bahrain Victorious \| + 1 min 44 s \| \| 8. \| Sergio Higuita \| Kolumbien \| EF Education-Nippo \| + 1 min 49 s \| \| 9. \| Rigoberto Urán \| Kolumbien \| EF Education-Nippo \| + 1 min 49 s \| \| 10. \| Dylan Teuns \| Belgien \| Bahrain Victorious \| + 1 min 49 s \| |                  |             |                    |                 |
| |                  |             |                    |                 |
| Quelle: ProCyclingStats |                  |             |                    |                 |
| Etappenergebnis |                  |             |                    |                 |
| Fahrer | Fahrer           | Land        | Team               | Zeit            |
| 1. | Tadej Pogačar    | Slowenien   | UAE Team Emirates  | 5 h 03 min 31 s |
| 2. | Jonas Vingegaard | Dänemark    | Jumbo-Visma        | + 3 s           |
| 3. | Richard Carapaz  | Ecuador     | Ineos Grenadiers   | + 4 s           |
| 4. | David Gaudu      | Frankreich  | Groupama-FDJ       | + 1 min 19 s    |
| 5. | Ben O’Connor     | Australien  | AG2R Citroën Team  | + 1 min 26 s    |
| 6. | Wilco Kelderman  | Niederlande | Bora-Hansgrohe     | + 1 min 40 s    |
| 7. | Pello Bilbao     | Spanien     | Bahrain Victorious | + 1 min 44 s    |
| 8. | Sergio Higuita   | Kolumbien   | EF Education-Nippo | + 1 min 49 s    |
| 9. | Rigoberto Urán   | Kolumbien   | EF Education-Nippo | + 1 min 49 s    |
| 10. | Dylan Teuns      | Belgien     | Bahrain Victorious | + 1 min 49 s    |

## Gesamtstände
| \| Gesamtwertung \| Gesamtwertung \| Gesamtwertung \| Gesamtwertung \| Gesamtwertung \| \| Fahrer \| Fahrer \| Land \| Team \| Zeit \| \| ------------- \| ---------------- \| ------------- \| ------------------- \| ---------------- \| \| 1. \| Tadej Pogačar \| Slowenien \| UAE Team Emirates \| 71 h 26 min 27 s \| \| 2. \| Jonas Vingegaard \| Dänemark \| Jumbo-Visma \| + 5 min 39 s \| \| 3. \| Richard Carapaz \| Ecuador \| Ineos Grenadiers \| + 5 min 43 s \| \| 4. \| Rigoberto Urán \| Kolumbien \| EF Education-Nippo \| + 7 min 17 s \| \| 5. \| Ben O’Connor \| Australien \| AG2R Citroën Team \| + 7 min 34 s \| \| 6. \| Wilco Kelderman \| Niederlande \| Bora-Hansgrohe \| + 8 min 06 s \| \| 7. \| Enric Mas \| Spanien \| Movistar Team \| + 9 min 48 s \| \| 8. \| Alexei Luzenko \| Kasachstan \| Astana-Premier Tech \| + 10 min 04 s \| \| 9. \| Guillaume Martin \| Frankreich \| Cofidis \| + 11 min 51 s \| \| 10. \| Pello Bilbao \| Spanien \| Bahrain Victorious \| + 12 min 53 s \| |                  |             |                     |                  |
| |                  |             |                     |                  |
| Quelle: ProCyclingStats |                  |             |                     |                  |
| Gesamtwertung |                  |             |                     |                  |
| Fahrer | Fahrer           | Land        | Team                | Zeit             |
| 1. | Tadej Pogačar    | Slowenien   | UAE Team Emirates   | 71 h 26 min 27 s |
| 2. | Jonas Vingegaard | Dänemark    | Jumbo-Visma         | + 5 min 39 s     |
| 3. | Richard Carapaz  | Ecuador     | Ineos Grenadiers    | + 5 min 43 s     |
| 4. | Rigoberto Urán   | Kolumbien   | EF Education-Nippo  | + 7 min 17 s     |
| 5. | Ben O’Connor     | Australien  | AG2R Citroën Team   | + 7 min 34 s     |
| 6. | Wilco Kelderman  | Niederlande | Bora-Hansgrohe      | + 8 min 06 s     |
| 7. | Enric Mas        | Spanien     | Movistar Team       | + 9 min 48 s     |
| 8. | Alexei Luzenko   | Kasachstan  | Astana-Premier Tech | + 10 min 04 s    |
| 9. | Guillaume Martin | Frankreich  | Cofidis             | + 11 min 51 s    |
| 10. | Pello Bilbao     | Spanien     | Bahrain Victorious  | + 12 min 53 s    |

| Punktewertung | Punktewertung      | Punktewertung          | Punktewertung         | Punktewertung |
| Fahrer        | Fahrer             | Land                   | Team                  | Punkte        |
| ------------- | ------------------ | ---------------------- | --------------------- | ------------- |
| 1.            | Mark Cavendish     | Vereinigtes Königreich | Deceuninck-Quick Step | 287 P.        |
| 2.            | Michael Matthews   | Australien             | BikeExchange          | 251 P.        |
| 3.            | Sonny Colbrelli    | Italien                | Bahrain Victorious    | 201 P.        |
| 4.            | Jasper Philipsen   | Belgien                | Alpecin-Fenix         | 178 P.        |
| 5.            | Julian Alaphilippe | Frankreich             | Deceuninck-Quick Step | 135 P.        |
| 6.            | Tadej Pogačar      | Slowenien              | UAE Team Emirates     | 126 P.        |
| 7.            | Michael Mørkøv     | Dänemark               | Deceuninck-Quick Step | 102 P.        |
| 8.            | Wout van Aert      | Belgien                | Jumbo-Visma           | 101 P.        |
| 9.            | Patrick Konrad     | Österreich             | Bora-Hansgrohe        | 85 P.         |
| 10.           | Matej Mohorič      | Slowenien              | Bahrain Victorious    | 81 P.         |

| Bergwertung | Bergwertung      | Bergwertung | Bergwertung            | Bergwertung |
| Fahrer      | Fahrer           | Land        | Team                   | Punkte      |
| ----------- | ---------------- | ----------- | ---------------------- | ----------- |
| 1.          | Wout Poels       | Niederlande | Bahrain Victorious     | 78 P.       |
| 2.          | Tadej Pogačar    | Slowenien   | UAE Team Emirates      | 67 P.       |
| 3.          | Nairo Quintana   | Kolumbien   | Arkéa-Samsic           | 66 P.       |
| 4.          | Michael Woods    | Kanada      | Israel Start-Up Nation | 66 P.       |
| 5.          | Wout van Aert    | Belgien     | Jumbo-Visma            | 64 P.       |
| 6.          | Jonas Vingegaard | Dänemark    | Jumbo-Visma            | 50 P.       |
| 7.          | Bauke Mollema    | Niederlande | Trek-Segafredo         | 41 P.       |
| 8.          | Ben O’Connor     | Australien  | AG2R Citroën Team      | 40 P.       |
| 9.          | Anthony Perez    | Frankreich  | Cofidis                | 37 P.       |
| 10.         | Richard Carapaz  | Ecuador     | Ineos Grenadiers       | 32 P.       |

| Nachwuchswertung | Nachwuchswertung       | Nachwuchswertung       | Nachwuchswertung   | Nachwuchswertung  |
| Fahrer           | Fahrer                 | Land                   | Team               | Zeit              |
| ---------------- | ---------------------- | ---------------------- | ------------------ | ----------------- |
| 1.               | Tadej Pogačar          | Slowenien              | UAE Team Emirates  | 71 h 26 min 27 s  |
| 2.               | Jonas Vingegaard       | Dänemark               | Jumbo-Visma        | + 5 min 39 s      |
| 3.               | David Gaudu            | Frankreich             | Groupama-FDJ       | + 15 min 42 s     |
| 4.               | Aurélien Paret-Peintre | Frankreich             | AG2R Citroën Team  | + 31 min 48 s     |
| 5.               | Sergio Higuita         | Kolumbien              | EF Education-Nippo | + 1 h 02 min 18 s |
| 6.               | Mark Donovan           | Vereinigtes Königreich | Team DSM           | + 1 h 47 min 47 s |
| 7.               | Valentin Madouas       | Frankreich             | Groupama-FDJ       | + 1 h 57 min 32 s |
| 8.               | Neilson Powless        | Vereinigte Staaten     | EF Education-Nippo | + 2 h 03 min 06 s |
| 9.               | Jonas Rutsch           | Deutschland            | EF Education-Nippo | + 2 h 26 min 04 s |
| 10.              | Dorian Godon           | Frankreich             | AG2R Citroën Team  | + 2 h 30 min 45 s |

| Mannschaftswertung | Mannschaftswertung  | Mannschaftswertung           | Mannschaftswertung |
| Team               | Team                | Land                         | Zeit               |
| ------------------ | ------------------- | ---------------------------- | ------------------ |
| 1.                 | Bahrain Victorious  | Bahrain                      | 214 h 54 min 46 s  |
| 2.                 | EF Education-Nippo  | Vereinigte Staaten           | + 34 min 16 s      |
| 3.                 | AG2R Citroën Team   | Frankreich                   | + 1 h 04 min 08 s  |
| 4.                 | Ineos Grenadiers    | Vereinigtes Königreich       | + 1 h 09 min 16 s  |
| 5.                 | Jumbo-Visma         | Niederlande                  | + 1 h 13 min 53 s  |
| 6.                 | Bora-Hansgrohe      | Deutschland                  | + 1 h 31 min 34 s  |
| 7.                 | Movistar Team       | Spanien                      | + 1 h 38 min 02 s  |
| 8.                 | Astana-Premier Tech | Kasachstan                   | + 1 h 40 min 09 s  |
| 9.                 | Trek-Segafredo      | Vereinigte Staaten           | + 1 h 47 min 42 s  |
| 10.                | UAE Team Emirates   | Vereinigte Arabische Emirate | + 2 h 22 min 48 s  |

## Ausgeschiedene Fahrer
- Steven Kruijswijk (Jumbo-Visma) aufgrund Erkrankung aufgegeben[3]